# Ojagros
Ojagros (gr. Οἴαγρος Oíagros, łac. Oeagrus) – trackie bóstwo rzeczne (lub król), jeden z domniemanych ojców Orfeusza.